# Seppl-Herberger-Stadion
Das Seppl-Herberger-Stadion (auch Altes Waldhof-Stadion, bis 1996 Stadion am Alsenweg) befindet sich im Mannheimer Stadtteil Waldhof. Von Dezember 1924 bis Ende November 1993 (mit Ausnahme der Jahre 1983 bis 1989) trug die 1. Mannschaft des SV Waldhof Mannheim hier ihre Heimspiele aus. Heute dient es zur Austragung von Testspielen sowie als Spielstätte der 2. Mannschaft und der Jugendmannschaften.
Das Stadion besteht aus einer Haupttribüne mit Sitzplätzen und Sprecherkabine sowie um das Spielfeld angeordneten Stehplätzen. Sein Fassungsvermögen beträgt insgesamt 15.200 Zuschauer. Es ist Teil der Seppl-Herberger-Sportanlage, die 1996 zusammen mit dem Stadion nach dem ehemaligen Waldhofspieler und deutschen Traineridol Sepp Herberger benannt wurde und heute das offizielle Vereinsgelände des SV Waldhof ist.

## Geschichte
Das Seppl-Herberger-Stadion entstand zu Beginn der 1920er Jahre auf dem „Platz an den Schießständen“ und war nach dem sogenannten „Schlammloch“ und dem „Sandacker“ hinter der Waldhofschule die dritte Spielstätte des SV Waldhof. Nach seiner teilweisen Zerstörung im Zweiten Weltkrieg wurde es bis zum Jahr 1954 von Vereinsmitgliedern und freiwilligen Helfern wieder aufgebaut. Nach dem Aufstieg des SVW in die Bundesliga 1983 musste die Haupttribüne einem Neubau weichen. Aufgrund von Auflagen des DFB trug die 1. Mannschaft während ihrer Bundesligazeit jedoch die meisten ihrer Heimspiele im damals größeren Südweststadion in der Nachbarstadt Ludwigshafen aus. In der Saison 1989/90 kehrte sie wieder in das heimische Stadion am Alsenweg zurück. Seit 1994 spielt sie im neu gebauten Carl-Benz-Stadion im Stadtteil Oststadt. Im Seppl-Herberger-Stadion treten heute hauptsächlich die 2. Mannschaft und die Jugend des SVW zu ihren Heimspielen an. 1996 wurde hier ein Länderspiel zwischen der deutschen Frauennationalmannschaft und Island ausgetragen.
Auf der Seppl-Herberger-Sportanlage befinden sich außerdem die Geschäftsstelle des SV Waldhof (Zugang über Spielereingang in der Haupttribüne), ein weiterer Rasenplatz sowie drei Kunstrasenplätze. 2009 wurde, ermöglicht durch eine Spende von Dietmar Hopp, das Jugendförderzentrum Mannheim-Nord eröffnet. Weiterhin befinden sich am Alsenweg das Vereinslokal des SVW, „Bei Dimi“, das vom ehemaligen Waldhofspieler Dimitrios Tsionanis beziehungsweise seinem Bruder Pantelis geleitet wird, die Herbert-Lucy-Halle, die den Handballern des SVW als Heimspielstätte dient, und die Platzanlage der Tennisabteilung des SVW. Im Sommer 2014 wurde die Fassade des Stadions von Freiwilligen Helfern mit den Wappen des Vereins und der Stadt Mannheim bemalt.